# Uintascorpio halandrasorum
Genre
Espèce
Uintascorpio halandrasorum, unique représentant du genre Uintascorpio, est une espèce fossile de scorpions de la famille des Buthidae.

## Distribution
Cette espèce a été découverte dans la formation de la Green River au Colorado aux États-Unis. Elle date du Paléogène, plus précisément du Lutétien (Éocène moyen).

## Étymologie
Cette espèce est nommée en l'honneur de Christine et Gus Halandras.
Ce genre est nommé en référence au lac Uinta.

## Publication originale
- Perry. 1995 : Preliminary description of a new fossil scorpion from the middle Eocene Green River Formation, Rio Blanco County, Colorado. The Green River Formation in Piceance Creek and Eastern Uinta Basins, p. 131-133.